# Emily Hegarty

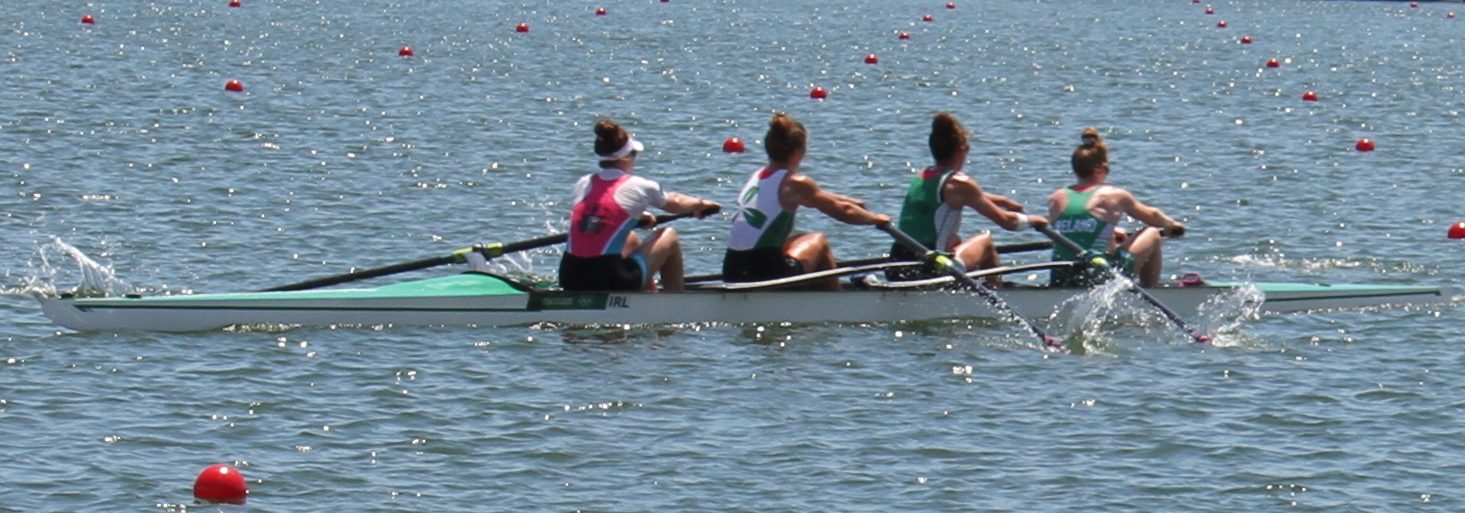
Atletas estadounidenses en los Juegos Olímpicos de verano en Tokio, Japón. Julio de 2020.

Emily Hegarty (Skibbereen, 3 de agosto de 1998) es una deportista irlandesa que compite en remo.
Participó en los Juegos Olímpicos de Tokio 2020, obteniendo una medalla de bronce en la prueba de cuatro sin timonel. Ganó una medalla de plata en el Campeonato Europeo de Remo de 2021, en la misma prueba.

## Palmarés internacional
| Juegos Olímpicos   | Juegos Olímpicos | Juegos Olímpicos  | Juegos Olímpicos   |
| Año                | Lugar            | Medalla           | Prueba             |
| ------------------ | ---------------- | ----------------- | ------------------ |
| 2020               | Tokio (Japón)    | Medalla de bronce | Cuatro sin timonel |
| Campeonato Europeo |                  |                   |                    |
| Año                | Lugar            | Medalla           | Prueba             |
| 2021               | Varese (Italia)  | Medalla de plata  | Cuatro sin timonel |